# Вінченцо Гуалтьєрі
Вінченцо Гуалтьєрі (нім. Vincenzo Gualtieri; 4 січня 1993) — німецький професійний боксер італійського походження, чемпіон світу за версією IBF (2023) у середній вазі.

## Професіональна кар'єра
31 жовтня 2015 року провів перший бій на профірингу. У 2021 році завоював спочатку вакантний титул IBO Continental у середній вазі, а пізніше — вакантний титул IBF Inter-Continental у середній вазі. Здобувши впродовж 2015—2022 років 20 перемог за 1 нічиєї, 1 липня 2023 року вийшов на бій за вакантний титул чемпіона світу за версією IBF проти Есківа Фалькао Флорентіно (Бразилія) і, двічі по ходу бою надіславши бразильця в нокдаун, здобув перемогу одностайним рішенням суддів.
14 жовтня 2023 року зустрівся в об'єднавчому бою з чемпіоном WBO у середній вазі Жанібеком Алімханули (Казахстан). Гуалтьєрі зазнав нищівної поразки, програвши технічним нокаутом у шостому раунді.